# İstanbul Park
Intercity İstanbul Park, cunoscut și sub numele de İstanbul Park, este un circuit de curse din Tuzla, estul Istanbulului, Turcia.